# 劉寓生
劉寓生（1483年—？），字奇進，號白潭，湖廣荊州府石首縣人，軍籍，明朝政治人物。

## 生平
湖廣鄉試第四名舉人。弘治十八年（1505年）中式乙丑科會試第一百七十二名，三甲第四十八名進士。三月改翰林院庶吉士，正德二年（1507年）十月授陕西道监察御史，四年刷卷贵州，多所凌忽镇巡及二司官，因暴其短，佥事陆健至与忿争，遂为侦事者所奏，逮系锦衣狱，寻枷于吏部门外数日，释放後黜为民。
世宗即位，起复御史原职，巡视漕倉，嘉靖元年（1522年）二月升福建按察司佥事。

## 家族
曾祖劉誠；祖父劉敦，縣丞；父劉偉，母鄭氏。具庆下。兄寓春。弟寓昌。女婿王之誥。